# Helmut Kliem

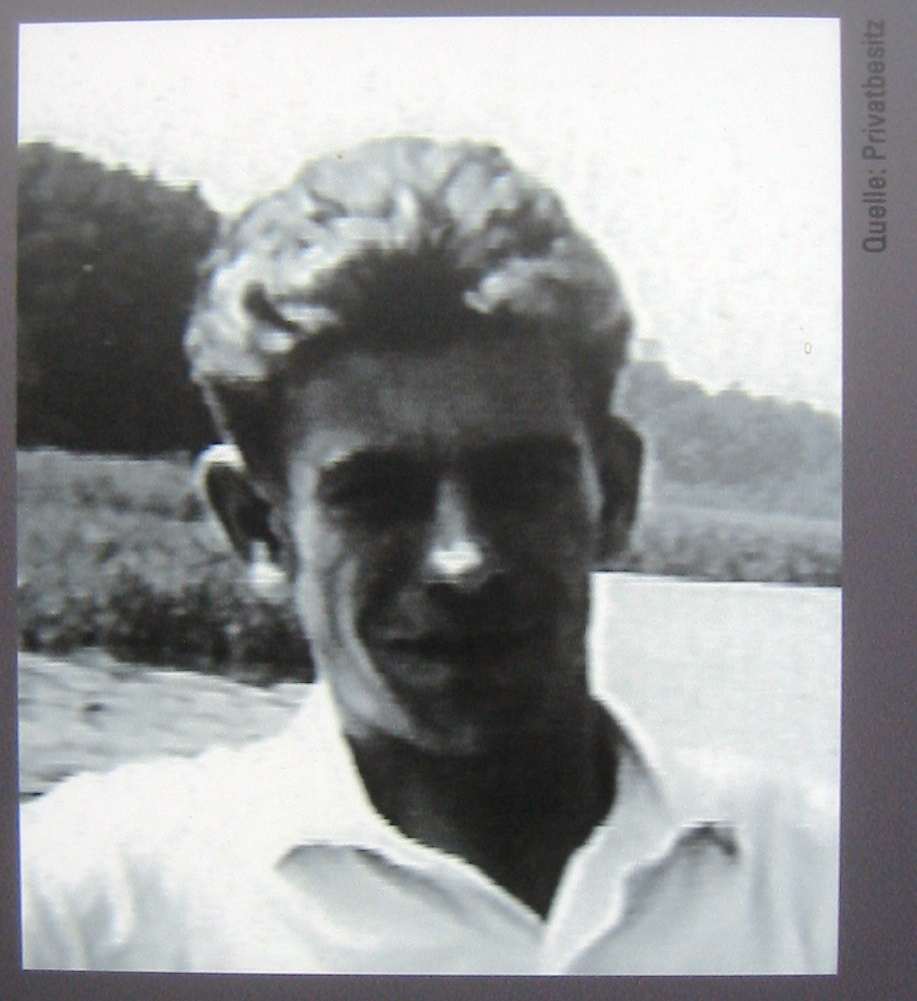
Helmut Kliem

Helmut Kliem (* 2. Juni 1939 in Ebereschenhof; † 13. November 1970 in West-Staaken (Kreis Nauen), heute: Berlin-Staaken) war ein Todesopfer an der Berliner Mauer. Ein Angehöriger der Grenztruppen der DDR erschoss ihn, als er sich in der Nähe der Grenze verfuhr.

## Leben
Helmut Kliem lebte mit seiner Frau und zwei Kindern in Berlin. Er war Hauptwachtmeister bei der Volkspolizei und im Betriebsschutz des Lokomotiv- und Elektrotechnischen Werks in Hennigsdorf eingesetzt.
Am 13. November 1970 traf Helmut Klien sich nach seiner Nachtschicht mit seinem Bruder. Zusammen besuchten sie eine Gaststätte in West-Staaken und konsumierten dort Alkohol. Gegen 15 Uhr brachen sie auf, um Helmut Kliems Frau und Kinder von ihrer Arbeitsstelle und dem Hort abzuholen. Auf seinem AWO-Motorrad-Gespann verpassten sie den Abzweig zur Arbeitsstelle der Frau und fuhren versehentlich zum Grenzbereich. Zehn Meter vor einem Tor zum Grenzbereich hielten sie an und wendeten. Auf Rufe der Grenzsoldaten reagierten beide nicht, während sie sich wieder von der Grenze entfernten. Während die Besatzung eines nahen Wachturms nicht eingriff, beschloss ein Grenzsoldat, der das Tor bewachte, das Feuer auf die Motorradfahrer zu eröffnen. Von den sieben Schüssen, die er nach eigenem Bekunden auf die Reifen abgab, traf einer durch das Schulterblatt die Oberarmschlagader von Helmut Kliem und einer die Hand seines Bruders. Das Motorrad stoppte und Helmut Kliem stieg ab. Nach einigen Schritten in Richtung der Grenzposten brach er zusammen. Ein Anwohner wurde von den Grenzposten davon abgehalten, Erste Hilfe zu leisten. Nach einer Stunde erfolgte der Transport ins Krankenhaus Staaken. Dort erlag Helmut Kliem gegen 16:30 Uhr seinen Verletzungen.
Helmut Kliems Ehefrau wartete vergebens auf ihren Mann und holte die Kinder selbst aus dem Hort ab. Am Abend wurde sie von zwei Unbekannten aufgesucht, die Fragen zu ihrem Mann stellten. In der Potsdamer Bezirksbehörde der Volkspolizei bekam sie am nächsten Tag mitgeteilt, dass ihr Mann tot sei und seine Leiche bereits eingeäschert wäre. Helmut Kliems Bruder wurde drei Wochen vom Ministerium für Staatssicherheit festgehalten. Er und seine Schwägerin wurden anschließend zur Verschwiegenheit verpflichtet, während der Vorfall öffentlich als Unfall dargestellt wurde.
Der Vorfall wäre auch nach dem Strafgesetzbuch der DDR strafbar gewesen, da kein Grenzdurchbruch drohte. Trotzdem wurden die beteiligten Grenzsoldaten befördert. Der Todesschütze erhielt die Medaille für vorbildlichen Grenzdienst. Nach der deutschen Wiedervereinigung musste er sich 1997 in einem Mauerschützenprozess vor dem Landgericht Potsdam verantworten. Wegen Totschlags in Tateinheit mit versuchtem Totschlag erhielt er eine Jugendstrafe von 20 Monaten Haft, die zur Bewährung ausgesetzt wurde.

## Gedenken
An der Stelle des ehemaligen Grenzübergangs Staaken besteht eine Mauergedenkstätte. Dort erinnern vier Stelen an die acht Toten Dieter Wohlfahrt, Peter Kreitlow, Adolf Philipp, Willi Block, Helmut Kliem, Klaus Schulze, Dietmar Schwietzer und Ulrich Steinhauer, die an der Grenze zum Bezirk Spandau getötet wurden.
Die Mauergedenkstätte Spandau wurde 2010 eingeweiht, die Gedenkstätte ist eine Kooperation zwischen dem Bezirksamt Spandau von Berlin und der Heimatkundlichen Vereinigung Spandau 1954 e. V. – Spandauer Geschichtsverein. Ausgehend von der Initiative durch den Ersten Vorsitzenden des Spandauer Geschichtsvereins, Karl-Heinz Bannasch, haben beide Institutionen die Gedenkstätte gemeinsam geplant und umgesetzt. Federführend für das Bezirksamt Spandau war der damalige Bezirksstadtrat Casten-Michael Röding, CDU. Die Finanzierung der Mauergedenkstätte Spandau nahmen beide Institutionen vor. Die Mauergedenkstätte befindet sich in Berlin-Staaken, Heerstraße Ecke Bergstraße. An jedem 12. August eines Jahres findet an diesem Ort die gemeinsame Gedenkstunde für alle neun an der Spandauer Mauer umgekommenen Personen statt.